# ولسوالی چهاردره
ولسوالی چهاردره یکی از ۷ ولسوالی‌‌‌‌ ولایت کندز، به مرکزیت شهر چهاردره در شمال افغانستان است. چهاردره از ولسوالی‌های درجه دوم ولایت کندز بوده، پهناوری آن ۱۲۶۵ کیلومتر مربع است و با ۹۱٬۸۱۹ نفر جمعیت در سال ۱۳۹۹، پنجمین ولسوالی پر جمعیت ولایت کندز می‌باشد.
ولسوالی چهاردره از شمال غرب با ولسوالی قلعه ذال، از شمال شرق با ولسوالی قندوز، از جنوب بغلان با ولسوالی علی‌آباد و از جنوب با ولایت قندوز محدود می‌باشد.
این ولسوالی بعد از ولسوالی سنگین ولایت هلمند یکی از ناامن‌ترین ولسوالی‌های شمال افغانستان به شمار میرود.